# South Cockerington
South Cockerington est une paroisse civile et un village du Lincolnshire, en Angleterre.